# Francisco Serrão
Francisco Serrão, také Francisco Serrano (cca 1480, Portugalsko – 1521, Ternate, Moluky, Indonésie), byl portugalský mořeplavec. V mládí přítel a možná i bratranec Fernão de Magalhãese. V roce 1512 byl prvním Evropanem, který se přes Indii, Indonésii a podél Malaky dostal dál na východ na Moluky. Na tomto souostroví se spojil se sultánem Bayanem Sirrullahem, vládcem ostrova Ternate a stal se jeho osobním poradcem.
Sloužil jako kapitán jedné ze tří lodí vyslané portugalským guvernérem v Portugalské Indii Afonsem de Albuquerque. Jejich úkolem bylo nalézt výhodnou cestu k Moluckému souostroví. Hlavním velitelem floty byl portugalský mořeplavec António de Abreu. Moluky byly významným zdrojem vzácného koření jako byl muškát a muškátový květ. Toto koření bylo v Evropě velmi ceněno a používalo se jako aromatická látka, lék nebo konzervační látka. Pro vysokou cenu koření se snažili Portugalci ovládnout hlavní zdroje a nespoléhat se na arabské obchodníky, kteří toto koření prodávali za přemrštěné ceny v Benátkách. Po doplutí na Moluky se stal osobním poradcem sultána ostrova Ternate. Dopisy, které posílal přes Malaku do Portugalska informoval Fernão de Magalhãese o geografii Moluckého souostroví, který informace využil při přesvědčování španělského krále Karla V. k financování cesty kolem světa. Měli naplánované setkání, ale dřív než se setkali byli mrtví. Serrão byl otráven na moluckém ostrově Tidore. Přibližně ve stejný čas byl na ostrově Cebu na Filipínách zabit i jeho přítel a možná i bratranec Fernão de Magalhães. Jedna z teorií říká, že Serrão byl otráven sultánem ostrova Ternate. Jeho rodinné vztahy s Magellanem zůstávají nejasné. Jediným písemným dokumentem je seznam jmen kapitánů v Magalhãesově flotě